# دائرة التقاعد والضمان الاجتماعي للعمال
دائرة التقاعد والضمان الاجتماعي للعمال هي دائرة حكومية تابعة لوزارة العمل والشؤون الاجتماعية العراقية. اختصاصها شؤون تقاعد العمال في القطاع الخاص في العراق. وهي من الدوائر الممولة ذاتيا.

## التاريخ
أصدرت الحكومة العراقية قانون الضمان الاجتماعي لسنة 1971 رقم 39 لحقوق العاملين، ذُكر فيه أن المستقطع من راتب العامل في القطاع الخاص هو 17%، منها 5% على العامل و12% على صاحب العمل، وإذا تأخر صاحب العمل عن دفع مستحقاتها لدائرة التقاعد والضمان الاجتماعي للعمال، متعمداً بدون عذر فإن عليه غرامة مقدارها 2% من مبلغ الاشتراك شهرياً، ويستحق العامل المضمون راتباً تقاعدياً في 3 حالات، أن يكون رجلاً عمره 60 عاماً أو امرأة عمرها 55 ولهما 20 سنة خدمة، وإذا عمل العامل وخصوصاً المدرسين مدة قصيرة ثم رغبوا في سحب المبالغ التي دفعوها فإنها تُردّ إليهم ولا يستحقون بعدها تقاعداً، وكذلك يشتمل القانون على السماح للموظف بالقطاع الخاص أن ينتقل من صاحب عمل إلى آخر محتفظاً برصيده التقاعدي، وفي 17 أيار سنة 2023 صوّت مجلس النواب العراقي على تعديل قانون الضمان ليكون متسقا مع اتفاقية منظمة العمل الدولية للضمان الاجتماعي شاملاً لجميع العمال بما في ذلك العمال غير المنظمين، والعاملين لحسابهم الخاص والعاملين في الأسرة، وشملَ أيضاً الأمومةَ والبطالةَ لأول مرة،
قال صندوق النقد الدولي في تقريره المنشور في 19 أيلول سنة 2017 "دائرة التقاعد والضمان الاجتماعي لا تغطي سوى 3% تقريباً من العاملين في القطاع الخاص ونتيجة لذلك هناك حوالي 5 ملايين من إجمالي القوى العاملة البالغ 8 ملايين شخص بدون تأمينات تقاعدية".

## صندوق تقاعد وضمان العمال
يرتبط بالدائرة صندوق تقاعد وضمان العمال الذي يتولى الاشراف على شؤون الدائرة وأعمالها وتناط به لهذا الغرض جميع الصلاحيات والمهام وله بوجه خاص القيام بأقرار السياسة العامة للدائرة في مجال الاستثمار وأصدار التعليمات والاوامر التنظيمية للامور الادارية والمالية والفنية للدائرة بما يكفل تحقيق أهدافها.

## العمال الأجانب
في 4 كانون الأول سنة 2022 قال وزير العمل أحمد الأسدي "ما تسرَّب في وسائل الإعلام عن شمول العمال الأجانب براتب تقاعدي غير دقيق، إذ إن العمال الأجانب مضمونون في بلدانهم، وهو أمر تفرضه القوانين في جميع البلدان".